# Dorcadion formosum
Dorcadion formosum là một loài bọ cánh cứng trong họ Cerambycidae.